# Koeleria seminuda
Koeleria seminuda là một loài thực vật có hoa trong họ Hòa thảo. Loài này được Gontsch. mô tả khoa học đầu tiên.